# La coronación de espinas (Bosco, Londres)
La Coronación de espinas, también conocida como Los Improperios, es un cuadro del pintor flamenco El Bosco, ejecutado en óleo sobre tabla y que mide 73 centímetros de alto por 59 cm de ancho. Se encuentra en la National Gallery de Londres (Reino Unido), donde se exhibe con el título Christ Mocked (The Crowning with Thorns).

## Historia
Como el resto de obras del Bosco, carece de una datación unánime. Vermet, a partir del análisis dendrocronológico, habla de después de 1479-1485; Larsen señala 1475-1480; Cinotti propuso los años 1508-1509. Hoy en día se señala hacia 1485 o después. Se considera obra de fase juvenil, o primera madurez.
Estuvo en la colección Magniac de Colworth (1892), en una colección particular romana y, en 1934, a la National Gallery de Londres. No está bien conservado, y ha sufrido restauraciones y repintados.
No debe confundirse con otra versión del mismo nombre que se conserva en El Escorial.

## Análisis
Los cuadros que representaban los distintos episodios del Pasión de Cristo eran muy reclamados por los flamencos de finales del siglo XV, para fomentar la piedad y mover a la reflexión. Este en concreto presenta un momento narrado por los cuatro evangelistas en el Nuevo Testamento: Los improperios o la burla que padeció Cristo; así se relata, por ejemplo, en el Evangelio según San Marcos, 15, 17-19:

Los soldados le llevaron dentro del palacio, es decir, al pretorio y llaman a toda la cohorte. Le visten de púrpura y, trenzando una corona de espinas, se la ciñen. Y se pusieron a saludarle: «¡Salve, Rey de los judíos!» Y le golpeaban en la cabeza con una caña, le escupían y, doblando las rodillas, se postraban ante él.

Es uno de los cuadros del Bosco en que se aprecia mayor influencia de la pintura italiana, tanto en la elaboración volumétrica de las figuras, como en el trazo, que ya no es ondulado sino anguloso y roto. A diferencia de sus composiciones anteriores, aquí hay menos personajes, pero son monumentales, retratados de medio busto y de tres cuartos. Jesucristo está en el centro, con mirada dulce y resignada que dirige hacia el espectador, como si quisiera ponerse en contacto espiritual con él. Cuatro torturadores lo rodean.
Estos cuatro verdugos pueden estar representando los cuatro tipos de temperamento: el flemático y el melancólico en lo alto y el sanguíneo y el colérico en la parte inferior. Arriba a la izquierda, un soldado romano pone la corona de espinas, que parece una aureola por su posición. Arriba, a la derecha, otro verdugo, con rostro más compasivo, apoya su mano en el hombro de Jesús; su animalidad queda subrayada por el collar de perro que luce. Las dos figuras de la parte inferior tienen expresiones más crueles y llenas de odio. El de la izquierda tiene pintado en la toca roja una estrella y una media luna, lo que aludiría a su pertenencia a una religión opuesta al Cristianismo: la media luna del Islam y una estrella amarilla del judaísmo.
Este cuadro presenta una amplia gama de colores: rojo, verde y azul en las vestimentas de los torturadores, suave azul al fondo, colores todos ellos que contrastan con la blancura del rostro y la vestimenta de Jesús, color que sirve para enfatizar simbólicamente su inocencia.

## Galería

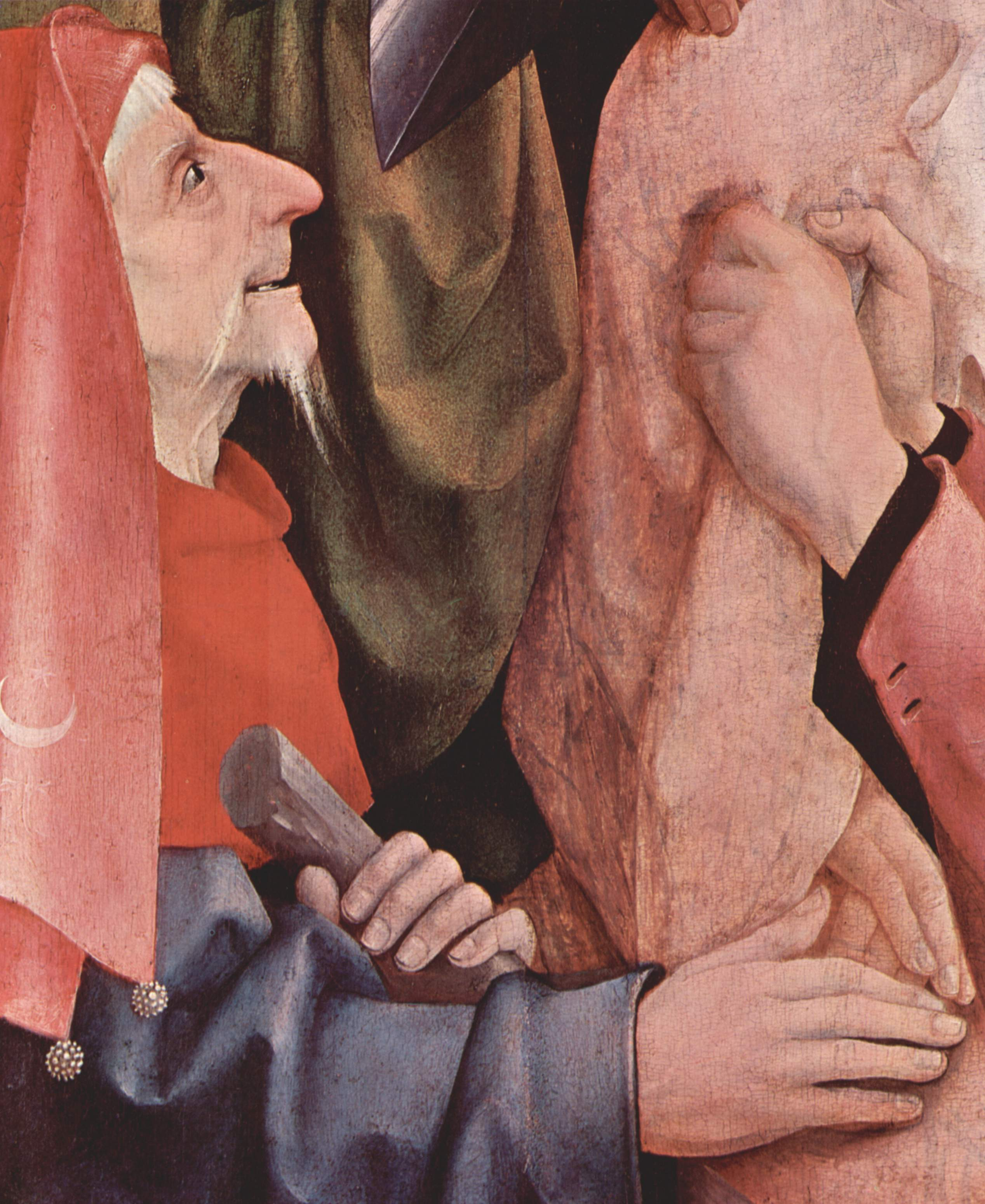
Uno de los verdugos, rostro de maldad y crueldad desquiciados
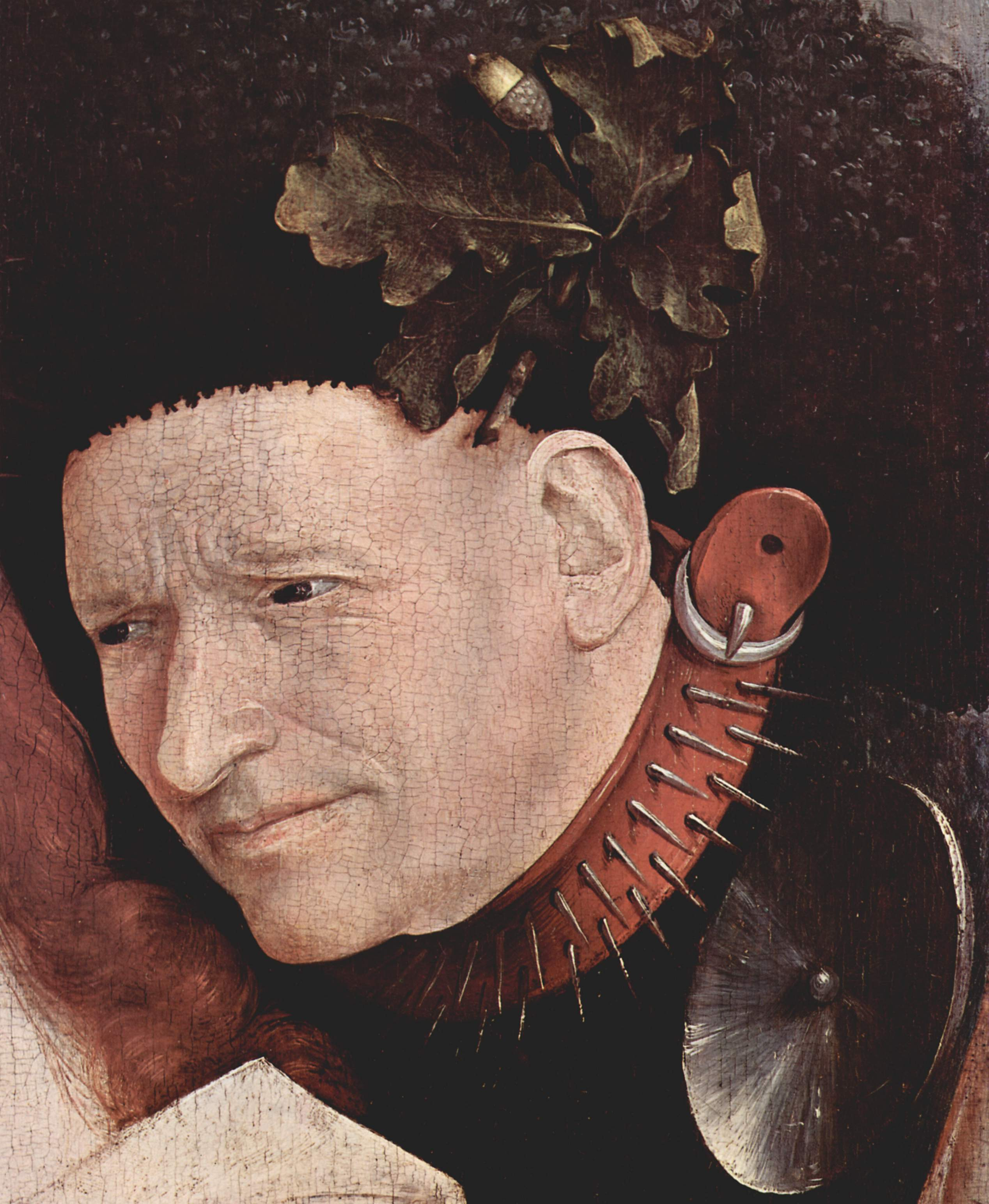
El verdugo del ángulo superior derecho, cuya animalidad queda subrayada por el collar de perro que lleva al cuello